# Richard Grune
Richard Grune (Flensburgo, 2 de agosto de 1903 - Kiel, 26 de noviembre de 1984) fue un pintor y artista gráfico alemán. 

## Vida y obra
Grune nació en 1903 en Flensburg. Inicialmente se formó como diseñador comercial en la Kunstgewerbeschule de Kiel y más tarde, a partir de 1922, estudió en la Bauhaus en Weimar, entre otros, con Paul Klee, Vasili Kandinski, Oskar Schlemmer y Lyonel Feininger. El periódico Kieler Volkszeitung le predijo un futuro esperanzador con motivo de su primera exposición en Kiel, en 1926. 
Debido a su homosexualidad, fue arrestado a principios de diciembre de 1934 y en lo sucesivo, con breves interrupciones hasta poco antes del final de la guerra, estuvo alternativamente en prisión preventiva, en cárceles y en campos de concentración. A finales de abril de 1945, escapó de la marcha de la muerte de Flossenbürg a Dachau y se ocultó con su hermana Dorothea (llamada Dolly) Cornelius, que estaba casada con el fotógrafo de Kiel, Peter Cornelius. 
Durante su encarcelamiento, pintó en secreto la vida cotidiana en el campo, el sufrimiento de los internos de los campos de concentración, su vida cotidiana y su muerte, pero también su solidaridad. Y también retrató a los perpetradores. El 2 de marzo de 1946, con el apoyo de la ciudad de Kiel, pudo inaugurar la exposición Die Ausgestoßenen ("Los proscritos") en el Haus der Landwirte en Sophienblatt 32-34 (hoy se encuentra allí el Sophienhof).
En la noche del 1 de abril de 1946, las obras expuestas fueron completamente destruidas, tras la irrupción de vándalos en el espacio de exposición. El hecho nunca pudo ser aclarado. Posteriormente, Grune nunca consiguió recuperarse, ni en lo artístico, ni en lo económico. El artículo 175 del Código Penal (§175) permaneció en vigor en la República Federal hasta 1969, por lo que Grune seguía siendo un "delincuente" y el reconocimiento como víctima del nacionalsocialismo nunca llegó. Vivió en España y en Hamburgo, haciendo trabajos menores de ilustración; por lo demás trabajó como albañil y finalmente murió casi olvidado en 1984 en un asilo de ancianos en Kiel. 

## Obra (selección)
- 1929 Arbeitersportler demonstrieren auf dem Nürnberger Hauptmarkt
- 1934 Illustration en Kurze Pause
- 1940 Lagerliederbuch Sachsenhausen
- 1945 Im Häftlingsrevier 9 – 10 (Germanisches Nationalmuseum, Nürnberg)
- 1945 Erhängte Frau (Germanisches Nationalmuseum, Nürnberg)
- 1945 Erhängte vor dem Christbaum (Germanisches Nationalmuseum, Nürnberg)
- 1945 Kreuzigung (Archiv der KZ-Gedenkstätte Neuengamme)

## Exposiciones
- 1926: Kunsthalle Kiel
- Septiembre de 1945: Roter Str. 7, Lüneburg.
- Enero de 1946: Fränkische Galerie, Nuremberg
- Marzo de 1946: Haus der Landwirte, Kiel.
- Marzo de 1946: Hause des Bayerischen Roten Kreuzes, Munich.
- Agosto de 1946: Erlanger Orangerie, Erlangen.
- Century of the Child: Growing by Design, 1900–2000, Museo de Arte Moderno, Nueva York, 29 de julio a 5 de noviembre de 2012